# Willie Blount

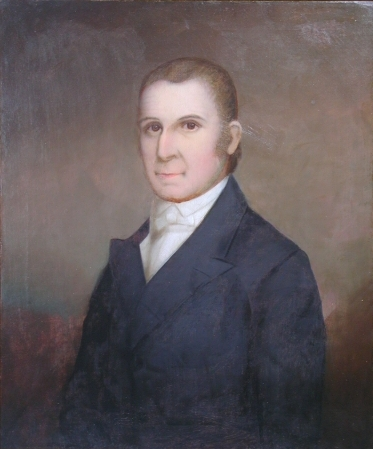
Willie Blount.

Willie Blount, född 18 april 1768 i Bertie County, North Carolina, död 10 september 1835 i Davidson County, Tennessee, var en amerikansk politiker (demokrat-republikan). Han var guvernör i delstaten Tennessee 1809-1815.
Blount studerade vid College of New Jersey (numera Princeton University) och Columbia College (numera Columbia University). Han var privatsekreterare åt sin halvbror William Blount 1790-1796 under åren innan Tennessee blev delstat.
Blount valdes tre gånger till guvernör i Tennessee. Som guvernör tog han initiativ till värvningen av trupper till 1812 års krig. Soldaterna från Tennessee spelade en central roll i kriget och delstaten fick därmed sitt smeknamn The Volunteer State (frivilligstaten).
Blount återvände till Montgomery County efter sin tid som guvernör. Han kandiderade ännu en gång i 1827 års guvernörsval men förlorade den gången mot Sam Houston.
Blounts grav finns på Greenwood Cemetery i Clarksville, Tennessee.